# Just a Job to Do
"Just A Job To Do" (en castellano "Simplemente un trabajo por hacer") es una canción del grupo británico Genesis. Aparece como la séptima canción del álbum epónimo Genesis de 1983. 
La primera vez que se oye la canción, se la suele asociar con una historia de espionaje o algo similar, pero en realidad trata sobre un tema completamente diferente. Mike Rutherford (quien escribió las letras) reveló que "Just A Job To Do", está inspirada sorprendentemente en lo mismo que inspiró a Peter Gabriel para escribir la canción "We Do What We're Told", en su álbum "So".
En síntesis, trata sobre el experimento de Stanley Milgram, acerca el comportamiento a la obediencia, que se realizara a principio de la década de 1960 en New Haven, Connecticut. Aunque Rutherford nunca menciona específicamente el nombre de Milgram, pero lo describe perfectamente.
En sí misma, "Just A Job To Do" es una canción pop rápida con un coro atrapante y una sección rítmica similar a "Land of Confusion", una canción que aparecería en su próximo álbum, Invisible Touch. Nunca ha sido interpretada en vivo en ninguna gira del grupo, quedando su existencia relegada únicamente a este álbum, ya que tampoco ha aparecido en ningún álbum compilatorio de la banda. 